# Defiance (Ohio)
Defiance és una població dels Estats Units a l'estat d'Ohio. Segons el cens del 2000 tenia 16.465 habitants.

## Demografia
Segons el cens del 2000, Defiance tenia 16.465 habitants, 6.572 habitatges, i 4.422 famílies. La densitat de població era de 603,1 habitants per km².
Dels 6.572 habitatges en un 33% hi vivien nens de menys de 18 anys, en un 50,2% hi vivien parelles casades, en un 12,6% dones solteres, i en un 32,7% no eren unitats familiars. En el 27,6% dels habitatges hi vivien persones soles el 10,3% de les quals corresponia a persones de 65 anys o més que vivien soles. El nombre mitjà de persones vivint en cada habitatge era de 2,43 i el nombre mitjà de persones que vivien en cada família era de 2,95.
Per edats la població es repartia de la següent manera: un 25,7% tenia menys de 18 anys, un 11,1% entre 18 i 24, un 26,8% entre 25 i 44, un 22,9% de 45 a 60 i un 13,6% 65 anys o més.
L'edat mediana era de 35 anys. Per cada 100 dones de 18 o més anys hi havia 90,1 homes.
La renda mediana per habitatge era de 41.670 $ i la renda mediana per família de 49.599 $. Els homes tenien una renda mediana de 37.322 $ mentre que les dones 23.938 $. La renda per capita de la població era de 19.790 $. Aproximadament el 7,4% de les famílies i el 8,8% de la població estaven per davall del llindar de pobresa.

## Poblacions més properes
El següent diagrama mostra les poblacions més properes.